# Curtiss O-52 Owl

Схематичне зображення літака «Кертіс» O-52 «Оул»

«Кертіс» O-52 «Оул» (англ. Curtiss O-52 Owl) — американський одномоторний літак спостереження виробництва компанії Curtiss-Wright, що перебував на озброєнні Повітряного корпусу армії США. Вони використовувалися переважно при протичовнових пошуках поблизу американського узбережжя та за програмою ленд-лізу також передавалися Радянському Союзу і брали участь у боях на Східному фронті.

## Історія
Розроблений у 1939 році «Кертіс» O-52 був останнім «важким» літаком спостереження, розробленим для Повітряного корпусу армії США. Концепція двомісного літака-спостереження, класифікованого як літаки серії «O», була датована ще вимогами Першої світової війни, і в 1940 році армійський Повітряний корпус замовив 203 літаки O-52 для спостереження.
Компанія Curtis розробила прототип Curtiss Model 85, який був оснащений радіальним двигуном Pratt & Whitney Wasp.
Після надходження на озброєння літак використовувався підрозділами Повітряного корпусу армії у військових маневрах, але після вступу США у Другу світову війну, керівництво визначило, що літак не має достатніх характеристик для «сучасних» бойових операцій у прибережних районах. У результаті O-52 відвели під кур'єрські обов'язки у США та патрулювання на малі дальності над Мексиканською затокою, Атлантичним і Тихим океанами.
Після нападу на Перл-Гарбор позначення «O» було припинено, а замість нього була прийнята серія «L» для літаків зв'язку.
У листопаді 1942 року СРСР замовив 30 O-52 «Оул» за програмою ленд-лізу. Двадцять шість було відправлено, лише 19 доставлено, оскільки певна їх кількість була втрачена на маршрутах арктичних конвоїв. З них лише десять надійшло на озброєння ВПС СРСР. Протягом весни-літа 1943 року вони використовувалися в оперативних цілях для наведення артилерійського вогню та загальної аерофотозйомки на північних і центральних відтинках німецько-радянського фронту. Один O-52 був збитий винищувачами Люфтваффе. У звіті про військові випробування радянські льотчики визнали, що американська машина перевершує застарілі Р-5 Полікарпова і корректировщики Полікарпова Р-З, які використовувалися на фронті. Літак загалом не прижився в радянському авіаційному флоті, хоча деякі все ще літали в 1950-х роках.

## Країни-оператори
США
- Повітряний корпус Армії США

 Радянський Союз
- Військово-повітряні сили СРСР

 Бразилія
- Повітряні сили Бразилії

## Літаки, схожі за призначенням, ТТХ та епохою застосування
| - Renard R.31 - Kaproni Bulgarski KB-11 Fazan - Westland Lysander - IMAM Ro.63 - Caproni Ca.111 - Henschel Hs 126 | - Fieseler Fi 156 Storch - Siebel Si 201 - Heinkel He 46 - Koolhoven F.K.52 - RWD-14 Czapla - LWS-3 Mewa | - Lublin R-XIII - По-2 - Р-5 - IAR 37 - Aeronca L-3 - Bellanca YO-50 | - Douglas O-43 - Taylorcraft L-2 - Stinson L-1 Vigilant - North American O-47 - Repülőgépgyár Levente II - ANF Les Mureaux 113 | - Caudron Simoun - Kokusai Ki-76 |